# Jocelyn Brown
Jocelyn Brown (nascida Jocelyn Lorette Brown; Kinston, 25 de novembro de 1950) é uma cantora de pop, soul, R&B e house. Embora só uma canção sua tenha entrado na Billboard Hot 100 ("Somebody Else's Guy", de 1984), Jocelyn tem uma extensiva e bem conhecida carreira no cenário da dance music.

## Carreira
Brown começou a cantar no final dos anos 70 inspirada por bandas como Musique, Inner Life, Bad Girls, Salsoul Orchestra, Disco Tex and The Sex-O-Lettes, Cerrone, Chic e Change. Em 1984, lançou o single "Somebody Else's Guy", que alcançou número 2 na parada de R&B da Billboard. Sua carreira solo nunca decolou e ela continuou emprestando sua voz em gravações de outros artistas.
Tem mais de 20 singles de sucesso na parada dance da Billboard, sendo que quatro desses atingiram o número um.
Já trabalhou com Boy George, como backing vocalist, tendo inclusivamente se apresentado em turnês com o Culture Club. Jocelyn participou igualmente no álbum From Luxury to Heartache (1986), também do Culture Club. Em 1987, foi coautora, junto com Boy George, do sucesso "Keep Me In Mind".
Desde 1990, vive em Londres. Na década de 90, Brown se tornou uma das "vítimas" da samplagem, quando sua frase "I've got the power", do seu hit "Love's Gonna Get You" (1986) foi sampleada pelo grupo Snap! no sucesso "The Power", assim como pelo grupo de hip-hop Boogie Down Productions, em seu single "Love's Gonna Get'cha (Material Love)".
Em 2006 Brown lançou o álbum chamado Unreleased.
Em 2007 cantou o hino nacional dos Estados Unidos, The Star-Spangled Banner, no Estádio de Wembley, na primeira partida de futebol americano para a temporada regular jogada em solo estrangeiro. O jogo foi entre os   New York Giants e os Miami Dolphins.

## Discografia
Abaixo estão faixas das quais Jocelyn serve como vocalista.
| Ano  | Música | U.S. HOT 100 | EUA Dance | EUA R&B | Reino Unido | Suíça | Suécia |
| ---- | --- | ------------ | --------- | ------- | ----------- | ----- | ------ |
| 1978 | "Keep On Jumpin'" (vocalista para Musique) | -            | 1         | -       | -           | -     | -      |
| 1978 | "In the Bush" (vocalista para Musique) | 58           | 1         | -       | 16          | -     | -      |
| 1979 | "I'm Caught Up (In a One Night Love Affair" (vocalista para Inner Life)                                                                             | -            | 7         | 22      | -           | -     | -      |
| 1981 | "You Are the One" (vocalista para Cerrone) | -            | -         | -       | -           | -     | -      |
| 1981 | "My Look" (vocalista para Cerrone) | -            | -         | -       | -           | -     | -      |
| 1981 | "Letter to My Mother" (vocalista para Cerrone) | -            | -         | -       | -           | -     | -      |
| 1981 | "Someone to Love" (vocalista para Cerrone) | -            | -         | -       | -           | -     | -      |
| 1981 | "Hooked on You" (vocalista para Cerrone) | -            | -         | -       | -           | -     | -      |
| 1981 | "Cherry Tree" (vocalista para Cerrone) | -            | -         | -       | -           | -     | -      |
| 1981 | "Took Me So Long" (vocalista para Cerrone) | -            | -         | -       | -           | -     | -      |
| 1981 | "It's a Girl's Affair" (vocalista para Change) | -            | -         | -       | -           | -     | -      |
| 1981 | "Ain't No Mountain High Enough'" (vocalista para Inner Life)                                                                                        | -            | 20        | -       | -           | -     | -      |
| 1984 | "Somebody Else's Guy" (Jocelyn Brown) | 75           | 13        | 2       | 13          | -     | -      |
| 1984 | "I Wish You Would" (Jocelyn Brown) | -            | -         | 49      | 51          | -     | -      |
| 1986 | "Love's Gonna Get You" (Jocelyn Brown) | -            | 1         | 38      | 70          | -     | -      |
| 1991 | "Always There" (no grupo Incognito) | -            | -         | 33      | 6           | 8     | 19     |
| 1991 | "Don't Talk Just Kiss" (Right Said Fred) | -            | 3         | -       | 3           | -     | -      |
| 1993 | "Take Me Up" (Sonic Surfers) | -            | -         | -       | 61          | -     | -      |
| 1996 | "\|Keep On Jumpin'" (Todd Terry Feat. Martha Wash & Jocelyn Brown)                                                                                  | -            | 1         | -       | 8           | 17    | 56     |
| 1997 | "Somethin' Going On" (Todd Terry Feat. Martha Wash & Jocelyn Brown)                                                                                 | -            | 1         | -       | 5           | 28    | 43     |
| 1998 | "Fun" (Da Mob) | -            | 1         | -       | -           | -     | -      |
| 1998 | "Show You Love" (A.K. Soul) | -            | 21        | -       | -           | -     | -      |
| 2002 | "I'm a Woman" (Cassius e Jocelyn Brown) | -            | -         | -       | -           | 63    | -      |
| 2002 | "Monday, Tuesday... Laissez-moi danser" (remix de 2005 da canção de Dalida por Cerrone, sampleia Jocelyn Brown da música "Took Me So Long" de 1981) | -            | -         | -       | -           | -     | -      |
| 2007 | "All About the Music" música de The AllStars Collective                                                                                             | -            | -         | -       | -           | -     | -      |
| 2017 | "When The Magic Happens" Tito Jackson ft. Jocelyn Brown                                                                                             |              |           |         |             |       |        |